# Geocalamus acutus
Geocalamus acutus är en ödleart som beskrevs av  Richard Sternfeld 1912. Geocalamus acutus ingår i släktet Geocalamus och familjen Amphisbaenidae. Inga underarter finns listade i Catalogue of Life.